# Sportswashing

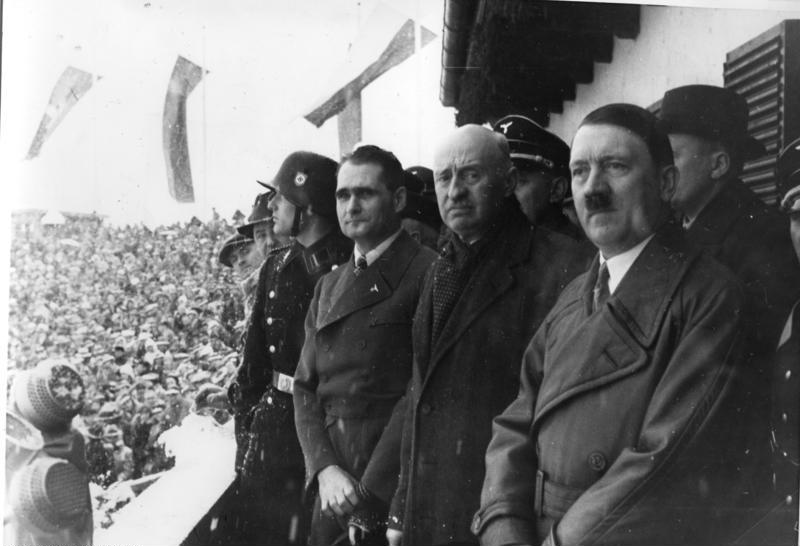
Da sinistra, in primo piano: il generale Rudolf Hess, il presidente del Comitato Olimpico Internazionale, Henri de Baillet-Latour, e il dittatore Adolf Hitler nel 1936 alla cerimonia di apertura dei Giochi della XI Olimpiade di Berlino, nella Germania nazista; questi Giochi sono riconosciuti tra i primi casi di sportwashing nella storia.

Sportswashing è un termine utilizzato per descrivere la pratica tramite la quale individui, gruppi, corporazioni o governi si avvalgano dello sport per recuperare reputazione compromessa od offuscare condotte illecite.
Come forma di propaganda, lo sportswashing potrebbe conformarsi mediante eventi sportivi, acquisendo, promuovendo società e rappresentanze sportive o partecipando direttamente alle competizioni in atto.
A livello internazionale, si ritiene che lo sportswashing sia stato usato per distogliere l'attenzione da scandali inerenti corruzione ed infrangimento dei diritti umani. A livello locale e corporativo, si configura in tentativi di copertura di atti illeciti o ripristino dell'immagine pubblica di un ente politico e sociale.

## Panoramica
Internazionalmente, lo sportswashing è stato descritto come facente parte del soft power di una nazione. Il campionato mondiale di calcio 2022 è stato citato come esempio, essendo la reputazione del paese ospitante globalmente compromessa a causa della politica estera, come leva per spostare l'attenzione sul successo dell’evento.
La risposta delle nazioni accusate di sportswashing solitamente si dissocia dalle argomentazioni sottolineando l'inefficacia di eventuali sanzioni oltre che la delusione che ne deriverebbe in seno agli appassionati di sport.
Lo sportswashing è generalmente dispendioso per gli enti che ne facciano uso. Per esempio, a marzo 2021, l'organizzazione per i diritti umani Grant Liberty ha asserito che il solo governo d'Arabia Saudita abbia investito un miliardo e mezzo di dollari americani in attività sportive al fine di placare le obiezioni sulla propria condotta.

## Sportswashing etico
Si è profilata un'ulteriore direzione verso la quale indirizzare tale pratica. Ad esempio a giugno 2021, a Ginevra, all'approssimarsi del campionato mondiale FIFA nel Qatar, è sorto un nuovo centro per i diritti umani legato agli eventi sportivi con lo scopo di vigilare sull'attività degli enti promotori affinché s'incarichino di mantenere il decoro pubblicizzato anche oltre il termine del loro patrocinio.